# 南蒂拉登蒂斯
南蒂拉登蒂斯是巴西南大河州的一个市镇。总面积234.48平方公里，总人口6928人，人口密度29.5人/平方公里。